# City A.M.
City A.M., es un periódico británico de distribución gratuita dedicado a los negocios. Está Ubicado en 33 Queen Street, Londres EC4R 1BR, Reino Unido. 

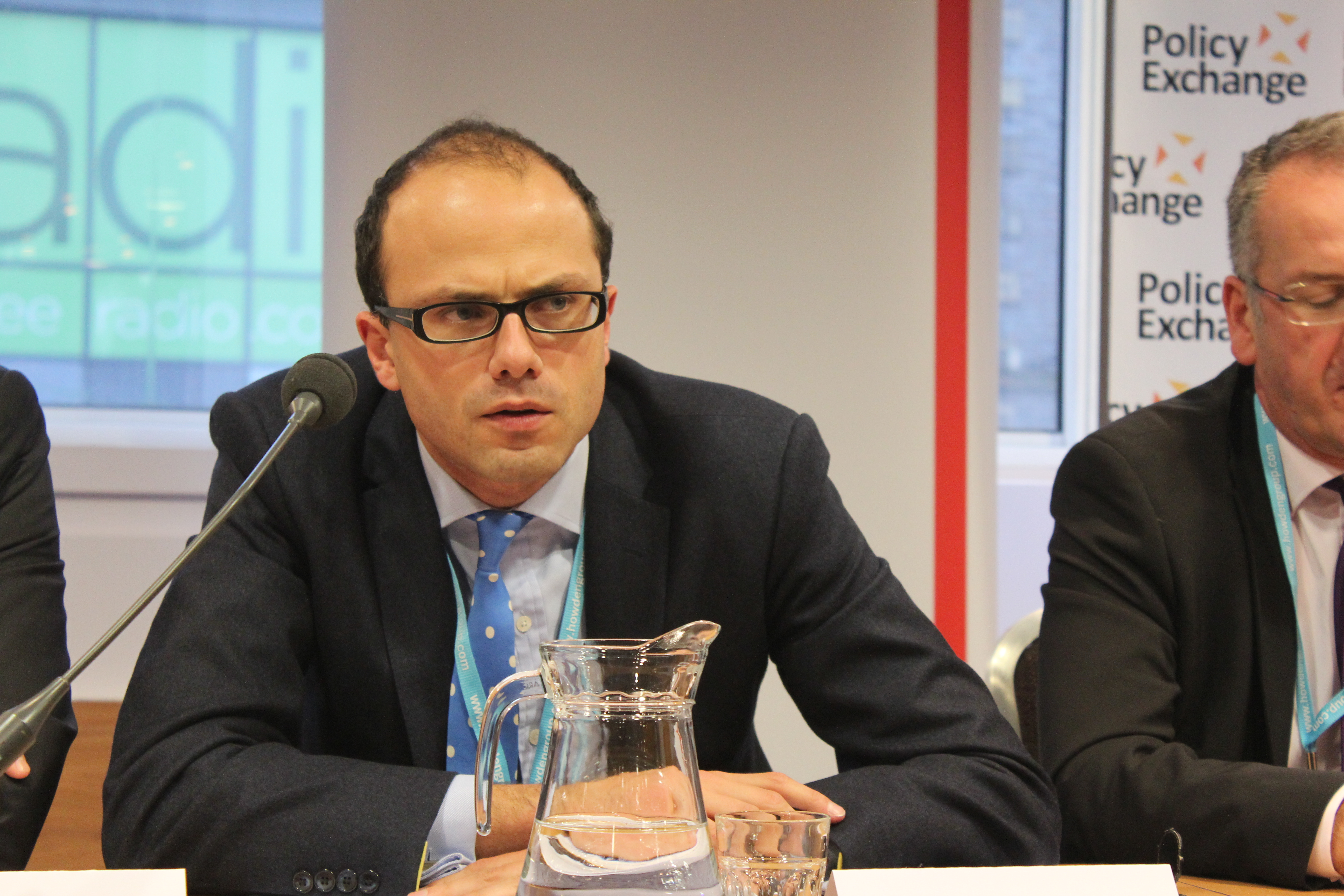
David Hellier en 2012.

Editado en inglés por David Hellier.
Su distribución certificada es de 132.076 ejemplares diarios en mayo de 2012 y 108.921 ejemplares en 2014 según las estadísticas compiladas por la ABC.

## Reseñas
1. ↑  The Guardian (31 de marzo de 2014). «Daily Telegraph City A.M. Editor» (en inglés). Reino Unido. Consultado el 1 de noviembre de 2023.
2. ↑  City A.M. «Acerca de nosotros» (en inglés). Consultado el 18 de agosto de 2014.

- Datos: Q5123019